# Dendrogyra cylindrus
Dendrogyra cylindrus is een rifkoralensoort uit de familie van de Meandrinidae. De wetenschappelijke naam van de soort is voor het eerst geldig gepubliceerd in 1834 door Ehrenberg. De soort staat op de Rode Lijst van de IUCN geklasseerd als 'kritiek'.